# Église Saint-François de Mantoue
Pour les articles homonymes, voir Église San Francesco.
L'église Saint-François est une église conventuelle de Mantoue en Italie située 5, place Saint François d'Assise (piazza San Francesco d'Assisi 5, It.).
Elle fut considérée comme le plus brillant exemple d'architecture religieuse mantouane du XIVe siècle jusqu'à sa destruction partielle pendant la seconde guerre mondiale.

## Histoire et description

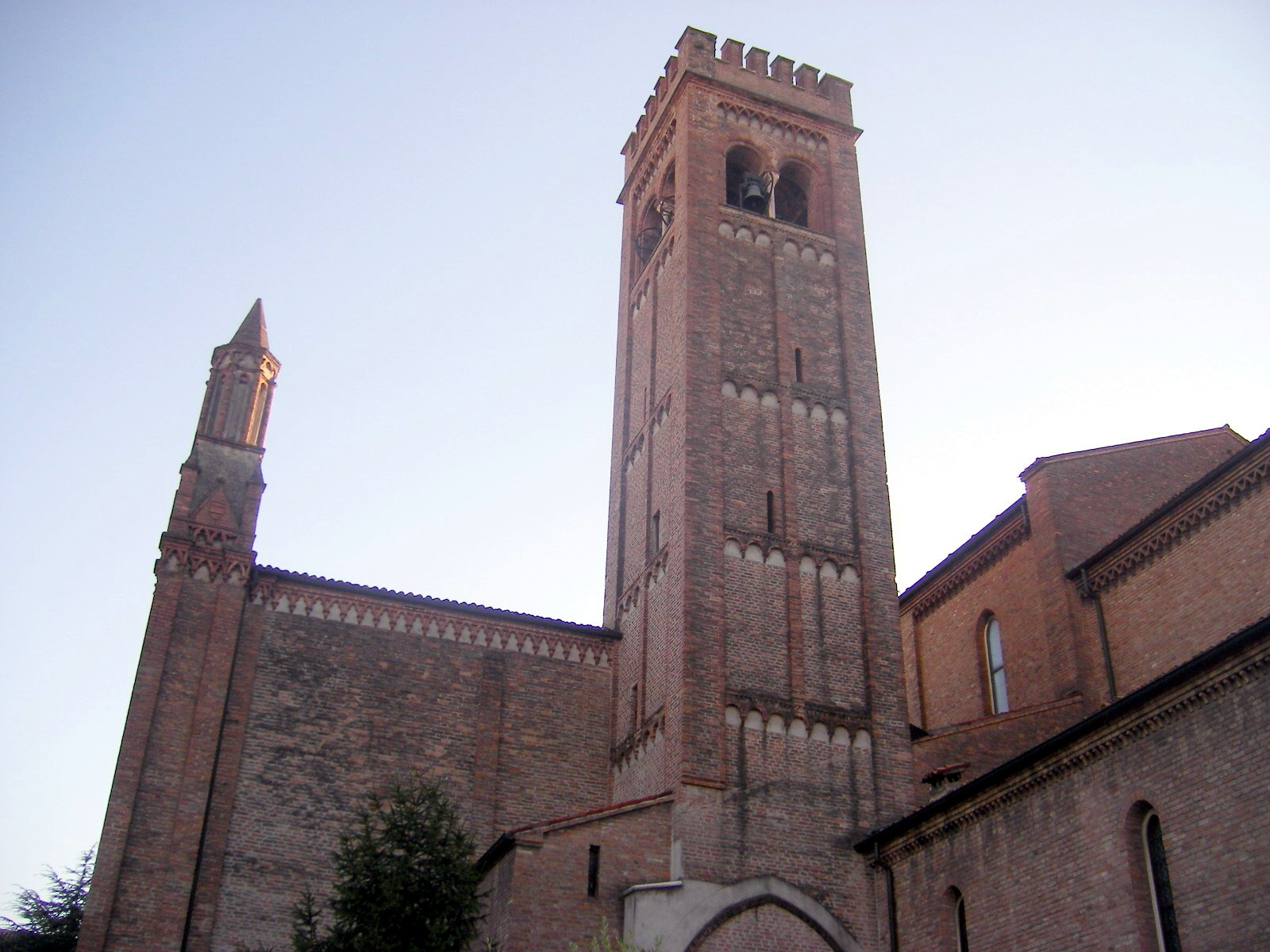
le clocher de l'église au sud de la nef

La construction de l'église conventuelle San Francesco remonte à 1304.
Les Autrichiens la déchristianisèrent en 1782 et la transformèrent en arsenal en 1811. Du fait de son utilisation militaire, l'église et le couvent annexe furent plusieurs fois bombardés en 1944 et 1945. Heureusement, la chapelle des Gonzague a été sauvée et avec elle de précieuses fresques du début du XIVe siècle qui venaient d'être restaurées et qui illustrent les histoires de saint Louis d'Anjou.
L'église a été reconstruite autour de ce qui a pu être sauvé après cette destruction en lui conservant son style romano-gothique. Ainsi, la façade avec ses trois flèches et sa rosace gothique, la nef gauche, le clocher et la chapelle des Gonzague ne s'étaient pas écroulés et purent être consolidés.
Certaines des fresques originales sont encore visibles, notamment Saint François qui reçoit les stigmates de Stefano da Verona. Des restes de fresques, illustrant la Vie du Christ et des Histoires de saint Ludovic de Toulouse, subsistent dans la chapelle des Gonzague. Ces fresques sont attribuées à Serafino de Serafini, disciple de Tomaso de Modène qui vint à Mantoue en 1375 à la demande du capitaine du peuple Ludovic Gonzague.
Andrea Mantegna et ses assistants ont travaillé à saint François. Ils y ont notamment peint San Bernardino da Siena entre deux anges, aujourd'hui à la Pinacothèque de Brera à Milan.

## Mausolée des Gonzague

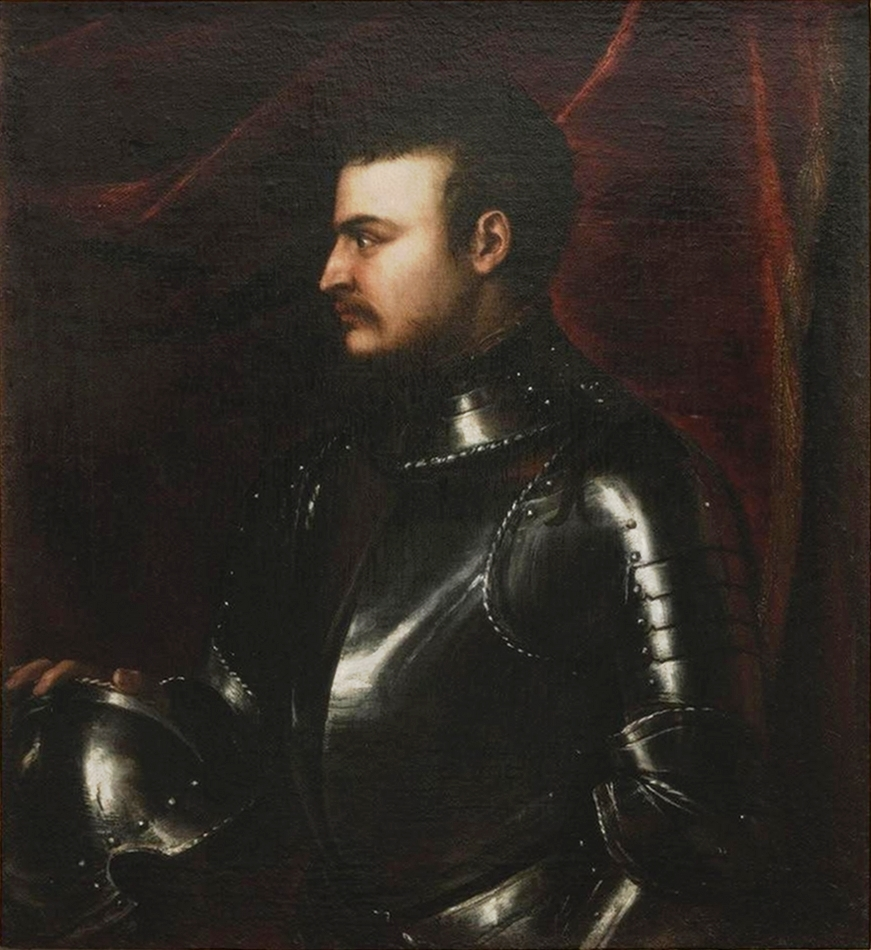
Jean des Bandes Noires, qui fut initialement enterré à San Francesco.

À l'intérieur, les Gonzague firent construire une grande chapelle nobiliaire au plus proche de l'abside qui fut en fonction de 1369 à 1484. Y furent enterrés dans de monumentales sépultures de marbre aujourd'hui disparues :
- Guido Gonzaga, deuxième capitaine du peuple de Mantoue ;
- Alda d'Este, épouse de Ludovico II Gonzaga ;
- Francesco I Gonzaga, quatrième capitaine du peuple de Mantoue ;
- Margherita Malatesta, deuxième épouse de Francesco I Gonzaga ;
- Ludovico II Gonzaga, troisième capitaine du peuple de Mantoue ;
- Gianfrancesco Gonzaga, cinquième capitaine du peuple de Mantoue ;
- Francesco Gonzaga, cardinal[3].
- Rodolfo Gonzaga, fils de Ludovico III.

D'autres personnages illustres ont été enterrés dans l'église :
- Le bienheureux Alberto Gonzaga (1321) ;
- Guido Torelli (1449) ancêtre de la noble famille Torelli ;
- Cristoforo I Torelli (1460) ;
- Francesco Secco (1496), condottière dont la famille possédait une chapelle privée dans l'église ;
- Jean des Bandes Noires (1526), condottiere. Il fut enterré en armure et avec ses armes avant que son corps ne soit transféré dans les chapelles des Médicis à Florence.